# Front Occidental (Unió Soviètica)
El Front Occidental va ser un Front de l'Exèrcit Soviètic durant la Segona Guerra Mundial. El sentit del terme front no és idèntic a l'ús generalitzat del terme front militar que indica una zona geogràfica en temps de guerra, sinó que un Front Soviètic normalment opera sense fronteres designades.
El Front Occidental va ser creat el 22 de juny de 1941 del Districte Militar Especial Occidental (que abans del juliol de 1940 era conegut com a Districte Militar Especial de Belarús. El primer comandant del front va ser Dmitri Pavlov, continuant amb el càrrec com a Comandant de Districte des del juny de 1940.
La frontera occidental del Front al juny de 1941 era de 470km de llarg, des de la frontera sud de Lituània fins al riu Pripiat i la ciutat de Włodawa. Estava connectat amb el Front Nord-oest, que s'estenia des de la frontera lituana fins al mar Bàltic, i el Front Sud-oest a Ucraïna.

## Història operativa

### Derrota a les fronteres
El Front Occidental estava a l'eix principal de l'atac del Grup d'Exèrcits Centre alemany durant l'operació Barbarroja. En el moment de l'esclat de la guerra amb Alemanya, el front incloïa als exèrcits 3r, 4t i 10è a la frontera. El 13è Exèrcit en un inici només existia com a quarter general, però no tenia forces assignades. Els tancs i avions van ser anihilats pels atacs de la Luftwaffe. La partició de Polònia acordada al Pacte Molotov-Ribbentrop establia una nova frontera occidental sense instal·lacions defensives permanents, i el desplegament dels exèrcits pel front creà flancs febles. Les principals forces del Front Occidental es concentraren al sortint de Białystok. Els exèrcits alemanys 9è i 4t del Grup d'Exèrcits Centre penetraren per la frontera pels costats nord i sud del sortint. Al vespre del 25 de juny, el 47è Panzerkorps els partí en dos entre Slonim i Vakkjavisk, forçant la retirada dels soviètics per evitar ser encerclats, i obrint les aproximacions meridionals a Minsk.
El 27 de juny de 1941 els Panzergruppen 2 i Panzergruppen 3 atacaren des del sud i des del nord per enllaçar prop de Minsk, destruint els exèrcits soviètics 3r, 10è, 13è i parts del 4t (unes 20 divisions en total), mentre que les restes del 4t Exèrcit es retiraven cap al riu Berezina, a l'est.
El 28 de juny de 1941, els exèrcits alemanys 9è i 4t enllaçaren a l'est de Białystok, tancant les tropes soviètiques encerclades en dues bosses, una major a Białystok que contenia el 10è exèrcit; i una menor a Navahrudak. Al final, el Front Occidental Soviètic havia perdut a 420.000 dels seus membres, d'un total de 625.000 en només 17 dies.
El comandant del Front, General d'Exèrcit Dmitri Pavlov, així com tot el seu estat major, van ser cridats a Moscou. Allà van ser acusats de desorganització intencionada de la defensa i de retirar-se sense presentar batalla, sentenciats com a traïdors i sent executats. Els familiars dels traïdors van ser represaliats d'acord amb l'Ordre 486 del NKVD, assenyalant-los com a traïdors a la Mare Pàtria (no van ser rehabilitats fins al 1956).

### L'assalt a Moscou
El comandament passà a al General Andrei Ieriomenko, i al juliol de 1941 al Mariscal Semion Timoixenko, poc abans que passés a mans del recentment promogut Coronel General Ivan Koniev durant el mes de setembre. El Front participà en la ferotge batalla de Smolensk, que aconseguí aturar la blitzkrieg alemanya durant dos mesos. Quan el llavors General d'Exèrcit Gueorgui Júkov prengué el comandament el 10 d'octubre, el Front Soviètic de Reserva havia estat dissolt i les seves tropes incorporades al Front Occidental, però donat l'alt nombre de baixes patit, els reforços només sumaven 90.000 homes. El 16è exèrcit soviètic del general Konstantín Rokossovski estava a Volokolamsk, i el Tinent General Leonid Góvorov tenia el 5è exèrcit a Mojaisk. El 43è exèrcit soviètic estava a Maloiaroslavets sota les ordres del general K.D. Golubev, i el 49è exèrcit estava prop de Kaluga a les ordres del General I.G. Zakharin. Mentrestant, el 33è exèrcit, formant-se a Naro-Fominsk sota el tinent general M.G. Iefremov, preparant-se per ser assignat al comandament de Júkov. Els soviètics només aconseguiren aturar l'avanç alemany a la batalla de Moscou, que donaria pas a les ferotges lluites de les batalles de Rjev. Al maig de 1942, les forces aèries del front esdevindrien el 1r Exèrcit Aeri.
Sembla que el front controlava els 3 exèrcits (el 5è, el 33è i el 10è de la Guàrdia) que formaren la força d'assalt a la Segona Batalla de Smolensk.
El 24 d'abril de 1944, el front es dividí entre el 2n Front de Belarús i el 3r Front de Belarús.

### Actualment
Les tropes terrestres russes continuen amb la disposició organitzativa de l'exèrcit soviètic, mantenint els districtes militats que tenen un paper d'administració territorial en temps de guerra i la capacitat de generar quarters generals de formació per comandar fronts. Això va ser emfatitzat pels informes d'unes maniobres al Districte Militar de Moscou a l'abril de 1941, quan les unitats del districte van ser dividides en dos grups, una "operant per al front occidental i l'altre per al districte militar de guerra.
Sembla que el Front Occidental és encara una formació militar amb el Quarter General del Districte Militar de Moscou.

## Comandants durant la Segona Guerra Mundial
- General d'Exèrcit Dmitri Pavlov – juny de 1941; executat
- Mariscal Semion Timoixenko – juliol/setembre de 1941
- Coronel General Ivan Koniev – setembre/octubre de 1941 – agost de 1942/febrer de 1943
- General d'Exèrcit Gueorgui Júkov – octubre de 1941/agost de 1942
- General d'Exèrcit Ivan Koniev – agost de 1942/febrer de 1943
- Coronel General Vassili Sokolovski – febrer de 1943/abril de 1944; promogut a General d'Exèrcit a l'agost de 1943; cessat per negligència en el deure